# ایگلتاون (ایندیانا)
ایگلتاون (به انگلیسی: Eagletown) یک منطقهٔ مسکونی در ایالات متحده آمریکا است که در شهرستان همیلتون، ایندیانا واقع شده‌است. ایگلتاون ۲۷۴٫۹۳ متر بالاتر از سطح دریا واقع شده‌است.